# Can Segalar
Can Segalar és una obra del municipi de Fogars de la Selva (Selva) inclosa en l'Inventari del Patrimoni Arquitectònic de Catalunya.

## Descripció
Can Segalar es tracta d'un mas de planta rectangular que consta de planta baixa i pis superior i que està cobert amb una teulada a dues aigües de vessants a façana. Està ubicat sobre una petita terrassa sobreelevada.
Totes les obertures, tant les de la planta baixa com les del pis superior són bastant irrellevants. Predominen les obertures emmarcades amb rajola. Destaca únicament el rellotge de sol ubicat en el pis superior.
A la part esquerra de la masia trobem adossada una pallissa de dues plantes coberta amb una teulada a dues aigües de vessants a façana. Presenta dues arcades superposades, de similars dimensions i característiques amb la llum (amplada) més accentuada que no pas la sageta (alçada). Ara bé difereix la de sota pel fet que està completament tapiada.
Pel que fa a la resolució dels espais exteriors hem de dir que els murs no estan arrebossats sinó tot el contrari, estan completament despullats cosa permet percebre la pedra vista. Uns murs constituïts a base de l'aglomeració de pedres fragmentades i blocs rústics de pedra manipulats a cops de martell i sense desbastar i treballar i tot lligat amb morter de calç.
Tal com s'observa a simple vista l'estat de conservació del mas és bastant dolent com així ho corroboren tant l'aspecte deteriorat i desfigurat de la façana, passant per la manca de qualsevol tret o detall ornamental i fins a arribar a l'aspecte arrasat que ofereix en conjunt la finca.
Contemplant fotografies antigues, com ara de la fitxa del Servei de Patrimoni núm. 26.725, podem observar tant l'antic forn com les construccions ubicades davant la façana, que avui ja no hi són i que en parlem en l'apartat de notícies històriques.

## Història
El nom de Falgars apareix citat en un document de l'any 922 relacionat amb l'església parroquial de Sant Cypriani et Santa Justa in villa Falgars.
L'any 974 el municipi es troba sota la tutela del papa Benet VI a través de Hildesind, abat de Sant Pere de Rodes. Posteriorment un precepte dictat per Lotari reafirma el 982 aquest lligam.
Més endavant el terme passà a dependre dels vescomtes de Girona, després vescomtes de Cabrera.
En una butlla papal de Lluci III del 1185, consta que el monestir de Breda tenia importants alous a la parròquia de Ramió.
Amb la divisió provincial del 1833 el municipi entrà dins la província de Barcelona, sent l'únic de La Selva que pertany a aquesta demarcació.